# Liste der Biografien/Hami
Liste der Biografien |
Portal Biografien |
Personensuche
# |
A |
B |
C |
D |
E |
F |
G |
H |
I |
J |
K |
L |
M |
N |
O |
P |
Q |
R |
S |
T |
U |
V |
W |
X |
Y |
Z |
?
 
Ha |
Hd |
He |
Hi |
Hj |
Hk |
Hl |
Hm |
Hn |
Ho |
Hr |
Hs |
Ht |
Hu |
Hv |
Hw |
Hy
 
Haa |
Hab |
Hac |
Had |
Hae–Haf |
Hag |
Hah |
Hai |
Haj |
Hak |
Hal |
Ham |
Han |
Hao |
Hap |
Haq |
Har |
Has |
Hat |
Hau |
Hav |
Haw |
Hax |
Hay |
Haz
 
Hama |
Hamb |
Hamd |
Hame |
Hamf |
Hamh |
Hami |
Hamk |
Haml |
Hamm |
Hamn |
Hamo |
Hamp |
Hamr |
Hams |
Hamu |
Hamv |
Hamw |
Hamy |
Hamz
Die Liste der Biografien führt alle Personen auf, die in der deutschsprachigen Wikipedia einen Artikel haben. Dieses ist eine Teilliste mit 344 Einträgen von Personen, deren Namen mit den Buchstaben „Hami“ beginnt.

## Hami

### Hamia
- Hamia, Cherif (1931–1991), französischer Boxer

### Hamid
- Hamid, Abdul (* 1944), bangladeschischer Politiker
- Hamid, Abdullah al- (1950–2020), saudischer Schriftsteller, Menschenrechtsaktivist und Oppositioneller
- Hamid, Bill (* 1990), US-amerikanischer Fußballspieler
- Hamid, Cheb (* 1964), algerischer Musiker
- Hamid, Jasmin (* 1984), finnische Schauspielerin und Politikerin
- Hamid, Mohsin (* 1971), pakistanisch-britischer SchriftstellerMohsin Hamid (* 1971)

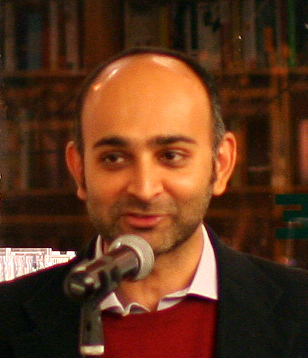
Mohsin Hamid (* 1971)

- Hamid, Nor Azhar (* 1949), singapurischer Hochspringer
- Hamid, Omar Shahid (* 1977), pakistanischer Polizist und Schriftsteller
- Hamid, Rani (* 1944), bangladeschische Schachspielerin
- Hamid, Sefu bin (1860–1893), arabischer Sklaven- und Elfenbeinhändler
- Hamid, Syarwan (1943–2021), indonesischer Politiker und Generalleutnant
- Hamidah Jamalul Bulqiah (* 1977), bruneiische Prinzessin
- Hamidi, Asita (1961–2012), Schweizer Harfenistin und Komponistin mit iranischen Wurzeln
- Hamidi, Ghulam Haider (1947–2011), afghanischer Politiker
- Hamidi, Marzieh (* 2002), afghanische Taekwondoin
- Hamidi, Mimoza (* 1998), albanische Fußballspielerin
- Hamidi, Sakhidad (* 1952), afghanischer Ringer
- Hamidi, Zakaria, Persönlichkeit des Islams in den Niederlanden, Direktor von New Horizon
- Hamidou, Djibrilla Hima (* 1965), nigrischer Offizier und Fußballfunktionär
- Hamidou, Souleymanou (* 1973), kamerunischer Fußballtorhüter
- Hamidova, Sitora (* 1989), usbekische Langstreckenläuferin
- Hamidu Reis (1770–1815), algerischer Korsarenkapitän
- Hamidullah, Muhammad (1908–2002), indischer islamischer Gelehrter

### Hamie
- Hamieh, Ali (* 1977), libanesischer Politiker (Hisbollah)

### Hamik
- Hamik, Anton (1887–1943), österreichischer Schriftsteller und Schauspieler

### Hamil

#### Hamili
- Hamilius, Émile (1897–1971), luxemburgischer Fußballspieler, -funktionär und Politiker (Demokratesch Partei), Mitglied der Chambre
- Hamilius, Jean (* 1927), luxemburgischer Politiker und Leichtathlet

#### Hamilk
- Hamilkar, karthagischer Feldherr
- Hamilkar Barkas († 229 v. Chr.), karthagischer Feldherr und Politiker
- Hamilkar der Samnite, karthagischer Politiker

#### Hamill
- Hamill, Billy (* 1970), US-amerikanischer Speedwayfahrer
- Hamill, Christine (1923–1956), englische Mathematikerin und Hochschullehrerin
- Hamill, Claire (* 1954), englische Singer-Songwriterin
- Hamill, Dorothy (* 1956), US-amerikanische Eiskunstläuferin
- Hamill, James A. (1877–1941), US-amerikanischer Politiker
- Hamill, Mark (* 1951), US-amerikanischer Schauspieler und SynchronsprecherMark Hamill (* 1951)

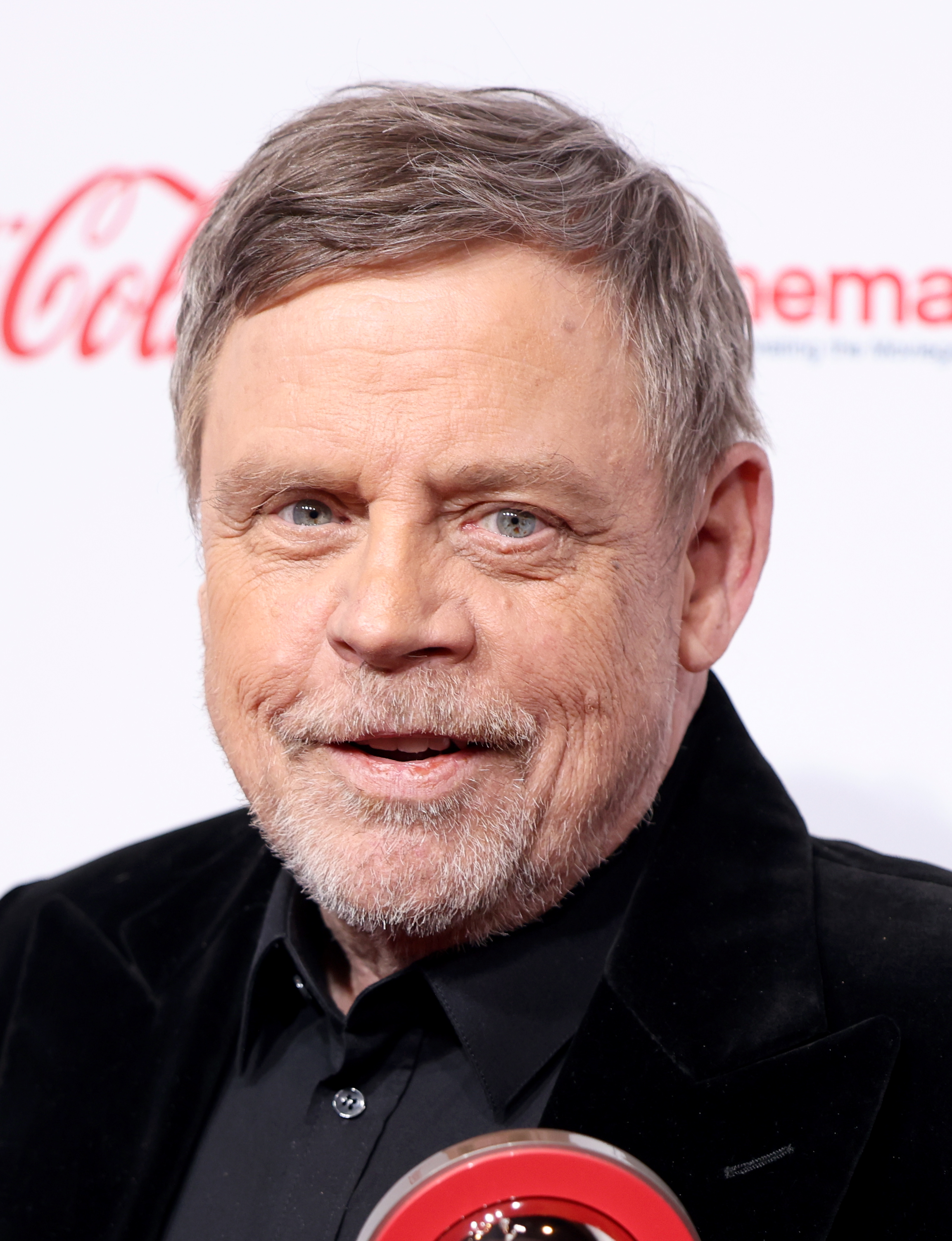
Mark Hamill (* 1951)

- Hamill, Patrick (1817–1895), US-amerikanischer Politiker
- Hamill, Pauline (* 1971), schottische Fußballspielerin
- Hamill, Stephen (* 1978), nordirischer Eishockeyspieler
- Hamill, Tommy (1929–1996), nordirischer Fußballspieler
- Hamill, Zach (* 1988), kanadischer Eishockeyspieler

#### Hamilto

##### Hamilton

###### Hamilton O
- Hamilton of Broomhill, James (1610–1674), schottischer Geistlicher, Bischof von Galloway
- Hamilton of Cadzow, James, schottischer Ritter und Laird

###### Hamilton P
- Hamilton Phelan, Anna, US-amerikanische Drehbuchautorin

###### Hamilton R
- Hamilton Rowan, Archibald (1751–1834), irischer Nationalist und Revolutionär

###### Hamilton, A
- Hamilton, Adam (1820–1907), englischer Organist, Dirigent, Bratschist und Komponist
- Hamilton, Adam (1880–1952), neuseeländischer Politiker der New Zealand National Party und ihr erster Parteiführer
- Hamilton, Al (* 1946), kanadischer Eishockeyspieler
- Hamilton, Alexander († 1804), amerikanischer Politiker, einer der Gründerväter der Vereinigten StaatenAlexander Hamilton († 1804)

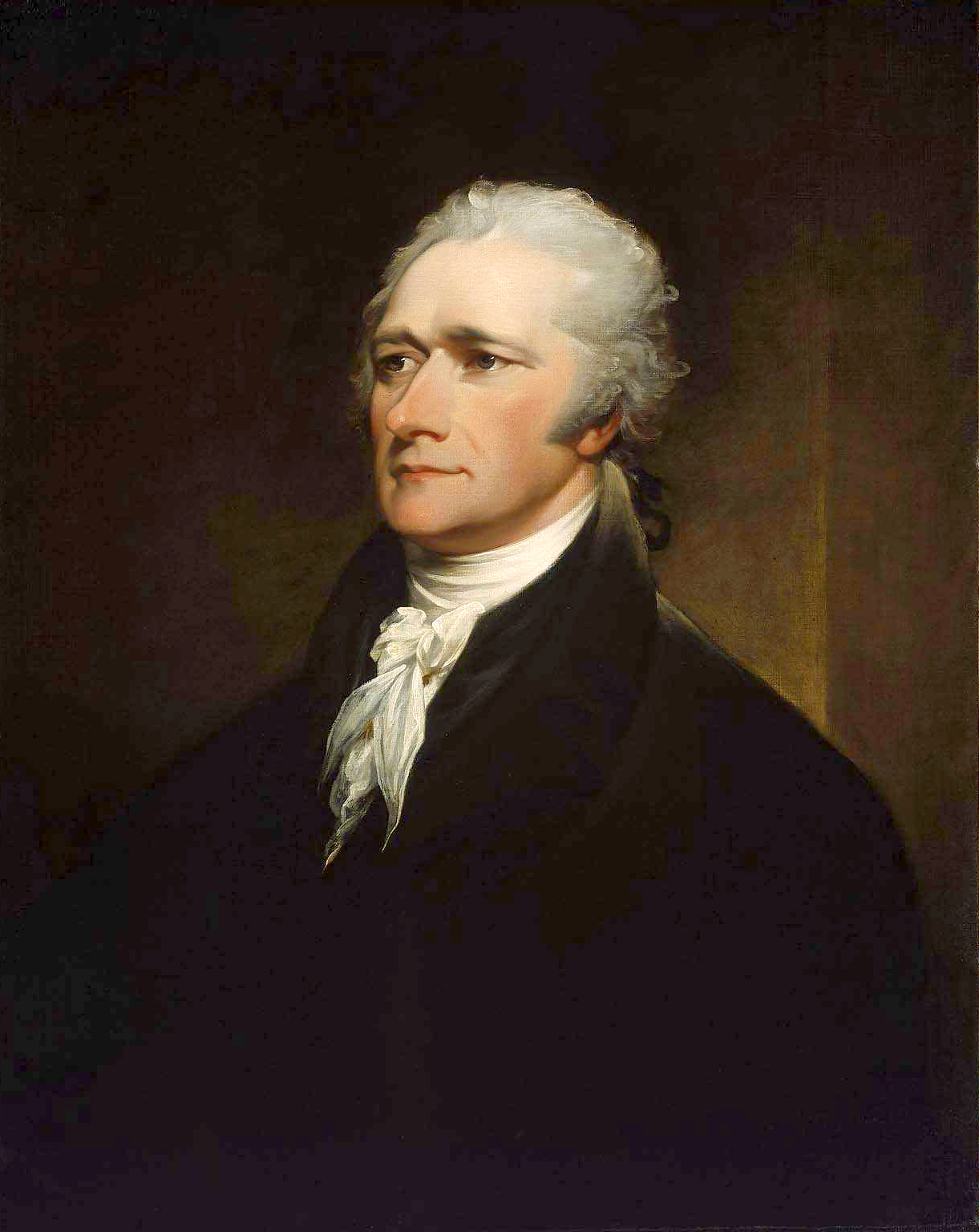
Alexander Hamilton († 1804)

- Hamilton, Alexander, 10. Duke of Hamilton (1767–1852), schottisch-britischer Peer, Politiker und Diplomat
- Hamilton, Alice (1869–1970), US-amerikanische Pathologin und erste Professorin an der Harvard University
- Hamilton, Alvin (1912–2004), kanadischer Politiker
- Hamilton, Andrew (1882–1915), schottischer Fußballspieler
- Hamilton, Andrew H. (1834–1895), US-amerikanischer Politiker
- Hamilton, Andrew J. S., britischer theoretischer Astrophysiker
- Hamilton, Andrew Jackson (1815–1875), US-amerikanischer Politiker
- Hamilton, Andy (1918–2012), britischer Jazzmusiker
- Hamilton, Andy (* 1954), britischer Komiker, Drehbuchautor und Regisseur
- Hamilton, Andy (* 1967), englischer Dartspieler
- Hamilton, Angus (1874–1913), britischer Journalist
- Hamilton, Anna (1864–1935), französische Ärztin und Begründerin der modernen Krankenpflege in Frankreich
- Hamilton, Anne, 2. Countess of Ruglen (1698–1748), britische Adlige
- Hamilton, Anne, 3. Duchess of Hamilton (1632–1716), schottische Adlige
- Hamilton, Anthea (* 1978), britische Künstlerin
- Hamilton, Anthony († 1720), französischer Generalleutnant und Schriftsteller schottischer Herkunft
- Hamilton, Anthony (* 1971), US-amerikanischer Soul- und R’n’B-SängerAnthony Hamilton (* 1971)

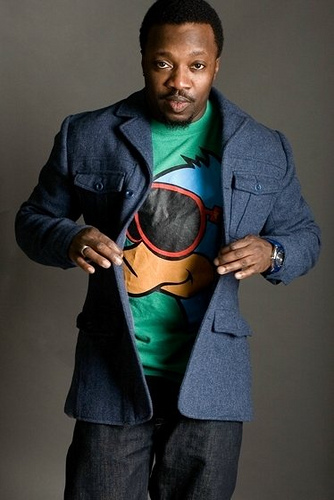
Anthony Hamilton (* 1971)

- Hamilton, Anthony (* 1971), englischer Snookerspieler
- Hamilton, Anthony Albert Mordaunt (* 1909), südafrikanischer Botschafter
- Hamilton, Anton Ignaz (1696–1770), deutsch-polnischer Maler des Rokoko
- Hamilton, Antony (1952–1995), britischer Filmschauspieler
- Hamilton, Archibald († 1754), britischer Politiker
- Hamilton, Archibald, 1. Baronet († 1709), schottischer Adliger
- Hamilton, Archibald, 5. Baronet (1876–1939), britischer Adliger und Militär
- Hamilton, Archibald, 9. Duke of Hamilton (1740–1819), schottischer Adliger
- Hamilton, Archie, Baron Hamilton of Epsom (* 1941), britischer Politiker (Conservative Party), Mitglied des House of Commons
- Hamilton, Arlan (* 1980), US-amerikanische Autorin, Gründerin und geschäftsführende Gesellschafterin von Backstage Capital
- Hamilton, Arthur (* 1905), irischer Badmintonspieler
- Hamilton, Arthur (1926–2025), US-amerikanischer Songwriter
- Hamilton, Austin (* 1997), schwedischer Sprinter

###### Hamilton, B
- Hamilton, Barbara, 14. Baroness Dudley (1907–2002), britische Peeress und Politikerin (Conservative Party)
- Hamilton, Becca (* 1990), US-amerikanische Curlerin
- Hamilton, Bernie (1928–2008), US-amerikanischer Schauspieler und Musikproduzent
- Hamilton, Bethany (* 1990), US-amerikanische Surferin
- Hamilton, Bill (1899–1978), neuseeländischer Ingenieur
- Hamilton, Billy (* 1957), nordirischer Fußballspieler und -trainer
- Hamilton, Blayney (1872–1946), irischer Badminton-, Tennis-, Hockey- und Cricketspieler
- Hamilton, Blayney Kirkwood (1902–1973), irischer Badmintonspieler
- Hamilton, Bobby, US-amerikanischer Jazz- und R&B-musiker (Schlagzeug, Perkussion, Keyboards)
- Hamilton, Bruce (1857–1936), britischer General
- Hamilton, Bruce (* 1927), kanadischer Eishockeyspieler und -trainer
- Hamilton, Brutus (1900–1970), US-amerikanischer Leichtathlet

###### Hamilton, C
- Hamilton, Charles (1876–1961), britischer Kinderbuchautor
- Hamilton, Charles (1913–1996), amerikanischer Handschriftenexperte
- Hamilton, Charles (* 1987), US-amerikanischer Rapper
- Hamilton, Charles F., amerikanischer Fotograf
- Hamilton, Charles Gipps (1857–1955), englischer Rechtsanwalt und Tennisspieler
- Hamilton, Charles Mann (1874–1942), US-amerikanischer Politiker
- Hamilton, Charles Memorial (1840–1875), US-amerikanischer Politiker
- Hamilton, Charles R., US-amerikanischer General der United States Army
- Hamilton, Charles V. (1929–2023), US-amerikanischer Politikwissenschaftler und Bürgerrechtler
- Hamilton, Charles, 2. Baronet (1767–1849), britischer Marineoffizier, Mitglied des House of Commons und Gouverneur von Neufundland
- Hamilton, Chico (1921–2013), US-amerikanischer Jazzmusiker und KomponistChico Hamilton (1921–2013)

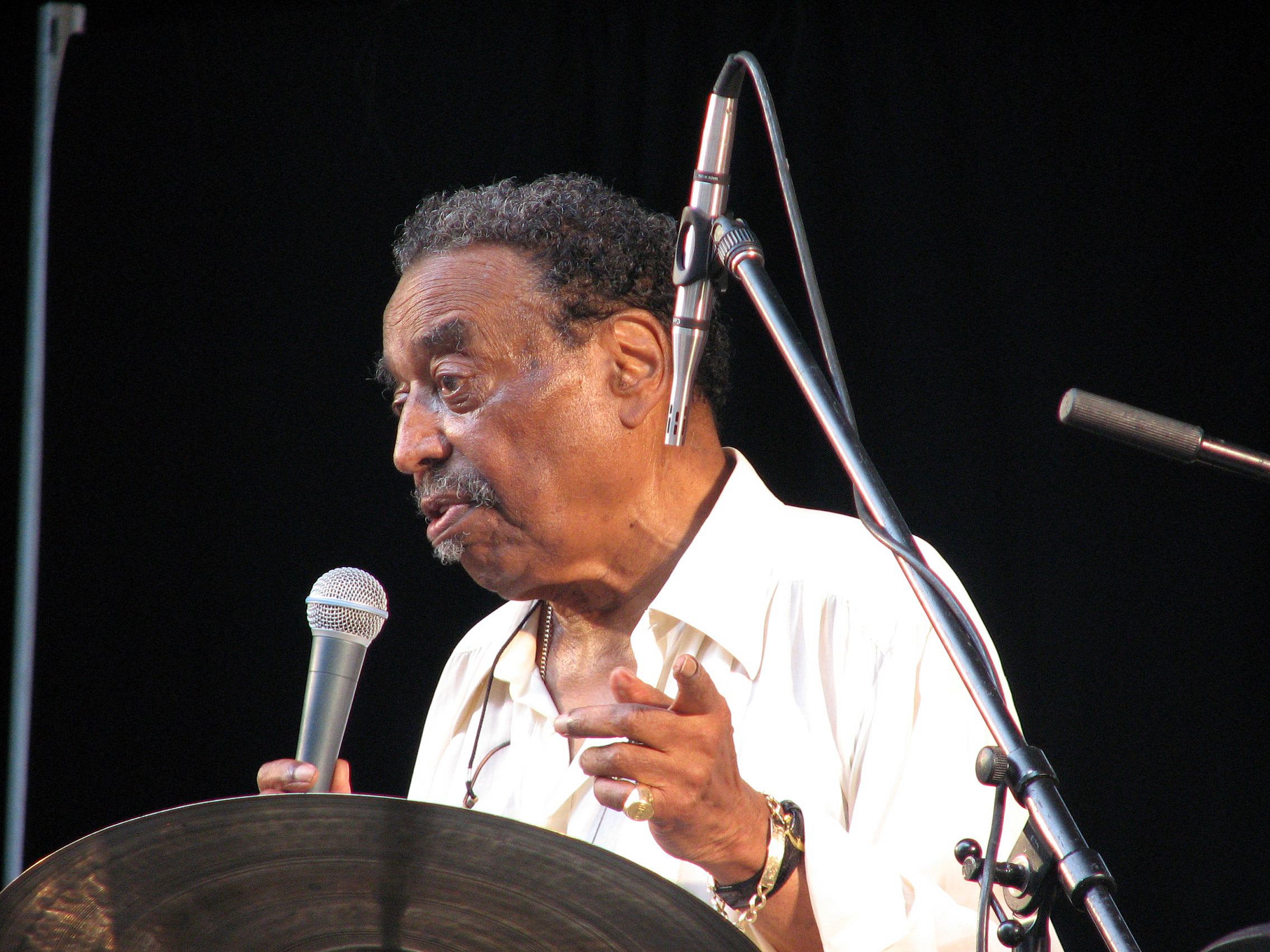
Chico Hamilton (1921–2013)

- Hamilton, Chris (* 1995), australischer Radrennfahrer
- Hamilton, Chris (* 2001), schottischer Fußballspieler
- Hamilton, Cicely (1872–1952), britische Schriftstellerin und Dramatikerin
- Hamilton, Clarence Herbert (1886–1986), US-amerikanischer Religionswissenschaftler und Sinologe
- Hamilton, Claud John (1843–1925), schottischer Adliger und Politiker
- Hamilton, Claud, 1. Lord Paisley (* 1546), schottischer Adliger
- Hamilton, Clive (* 1953), australischer Ökonom und Hochschullehrer
- Hamilton, Cornelius S. (1821–1867), US-amerikanischer Politiker
- Hamilton, Curtis (* 1991), US-amerikanisch-kanadischer Eishockeyspieler, -trainer und -funktionär

###### Hamilton, D
- Hamilton, Daniel W. (1861–1936), US-amerikanischer Politiker
- Hamilton, Davey (* 1962), US-amerikanischer Rennfahrer
- Hamilton, Davey junior (* 1997), US-amerikanischer Automobilrennfahrer
- Hamilton, David (1933–2016), britischer KunstfotografDavid Hamilton (1933–2016)

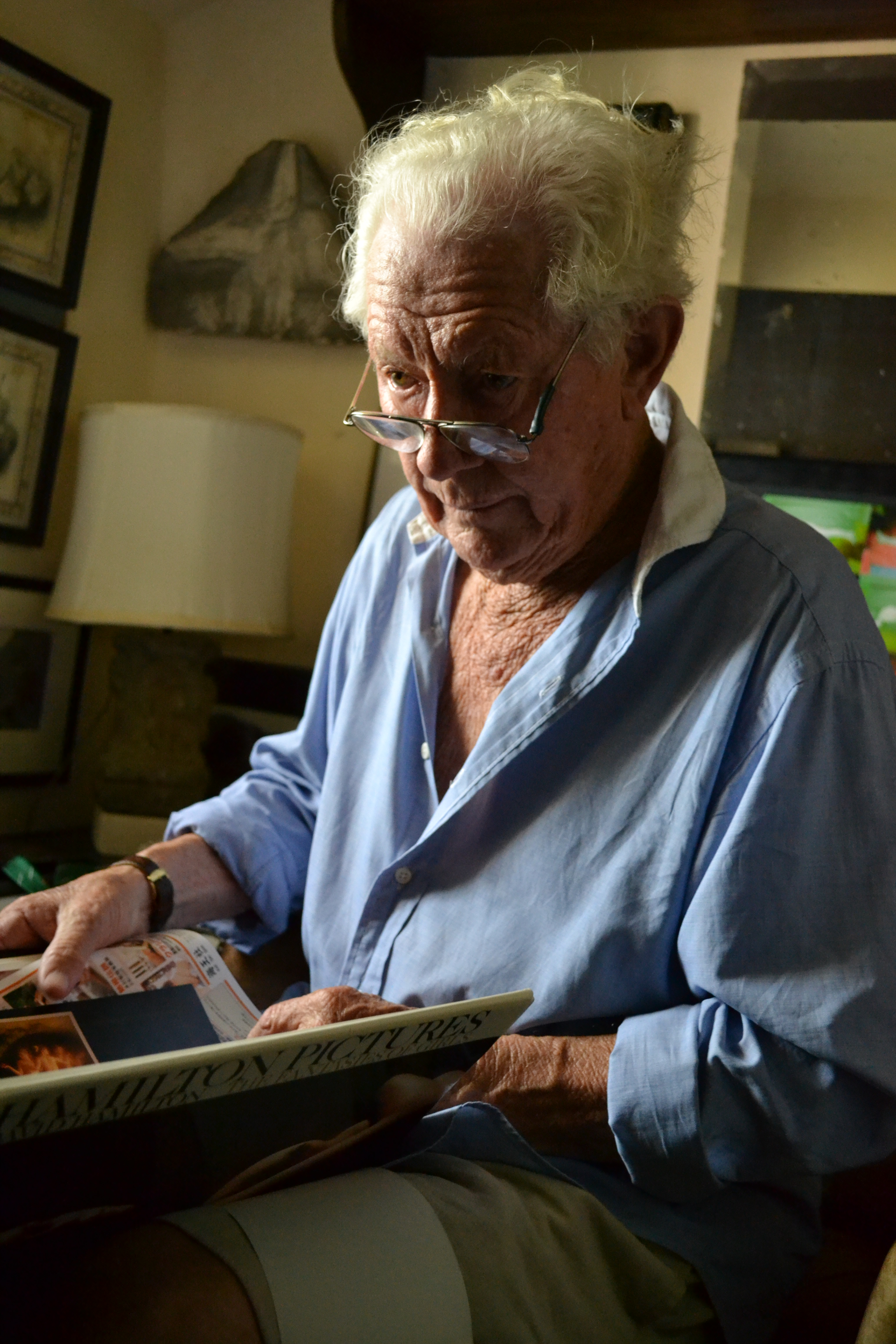
David Hamilton (1933–2016)

- Hamilton, David (* 1950), schottischer Politiker
- Hamilton, Donald (1916–2006), US-amerikanischer Krimiautor
- Hamilton, Doug (* 1958), kanadischer Ruderer
- Hamilton, Dougie (* 1993), kanadischer Eishockeyspieler
- Hamilton, Douglas, 8. Duke of Hamilton (1756–1799), britischer Adliger
- Hamilton, Duncan (1920–1994), britischer Formel-1-Rennfahrer
- Hamilton, Duncan (* 1973), schottischer Politiker

###### Hamilton, E
- Hamilton, Eddie, britischer Filmeditor
- Hamilton, Edith (1867–1963), deutsch-amerikanische Lehrerin und Schriftstellerin
- Hamilton, Edmond (1904–1977), US-amerikanischer Science-Fiction-Autor
- Hamilton, Edward L. (1857–1923), US-amerikanischer Politiker
- Hamilton, Edward, 4. Baronet (1843–1915), britischer Adliger und Militär
- Hamilton, Elizabeth (1756–1816), britische Dichterin, Schriftstellerin und Satirikerin
- Hamilton, Emma († 1815), englische Mätresse des Admirals Horatio NelsonEmma Hamilton († 1815)

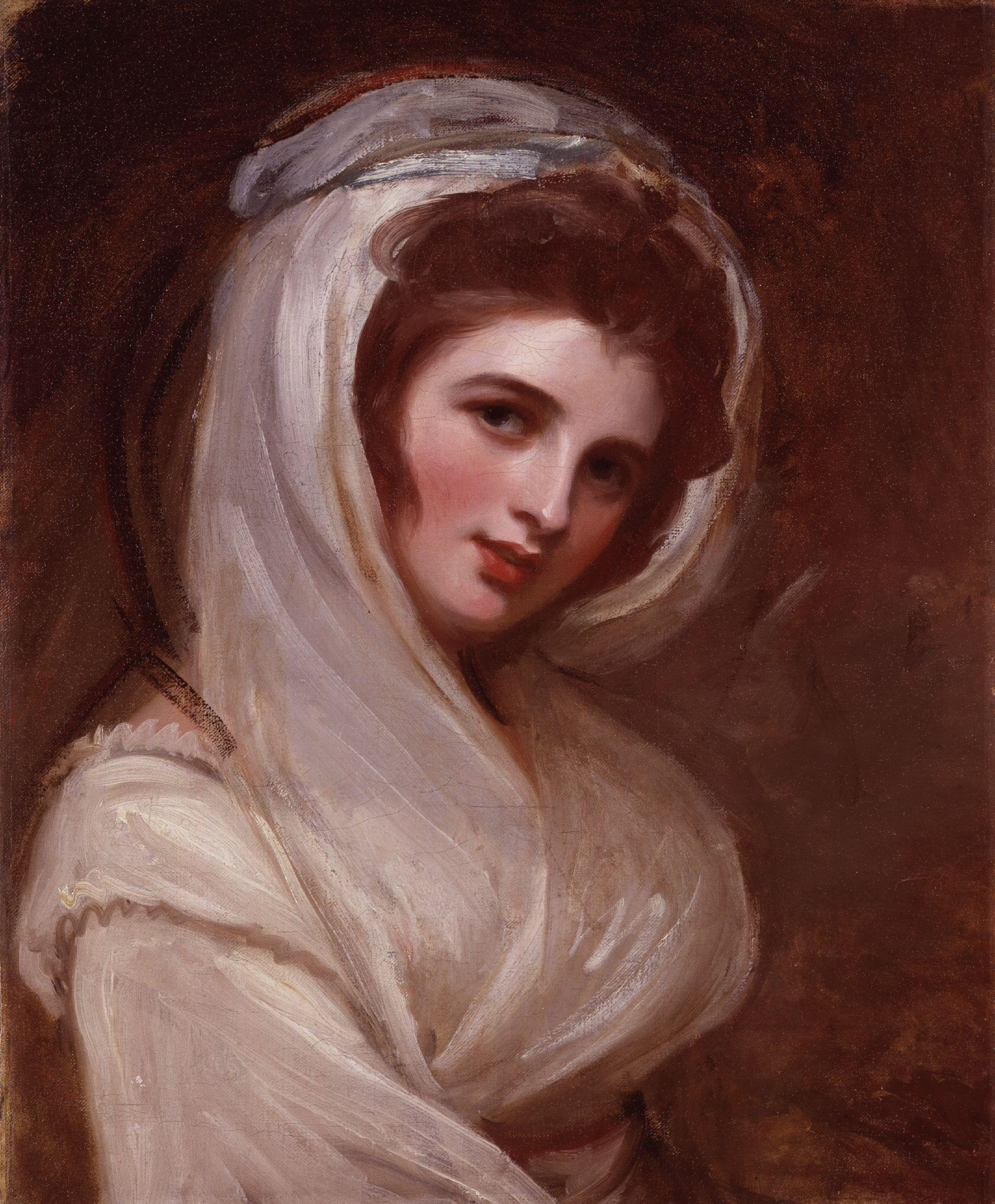
Emma Hamilton († 1815)

- Hamilton, Ernest (1883–1964), kanadischer Lacrosse- und Rugby-Union-Spieler
- Hamilton, Ernst Wilhelm von (1744–1811), preußischer Generalmajor

###### Hamilton, F
- Hamilton, Fenton (1904–1978), US-amerikanischer Elektrotechniker, Beleuchter und Kameramann
- Hamilton, Finley (1886–1940), US-amerikanischer Politiker
- Hamilton, Francis, 1. Baronet († 1673), schottisch-irischer Adliger und Politiker
- Hamilton, Frank E. (1898–1972), US-amerikanischer Computeringenieur
- Hamilton, Franz de (1623–1712), deutsch-britischer Maler, Zeichner und Graveur von Tiermotiven und Stillleben
- Hamilton, Freddie (* 1992), kanadischer Eishockeyspieler
- Hamilton, Frederick (1856–1917), britischer Admiral
- Hamilton, Frederick Spencer (1856–1928), britischer Diplomat, Politiker der Konservativen Partei und Schriftsteller

###### Hamilton, G
- Hamilton, Gabrielle (* 1966), US-amerikanische Köchin und Restaurantbesitzerin
- Hamilton, Gavin (1723–1798), britischer Maler, Archäologe und Kunsthändler
- Hamilton, George (1917–2001), schottischer Fußballspieler
- Hamilton, George (* 1939), US-amerikanischer Film- und Fernsehschauspieler und gelegentlicher ProduzentGeorge Hamilton (* 1939)

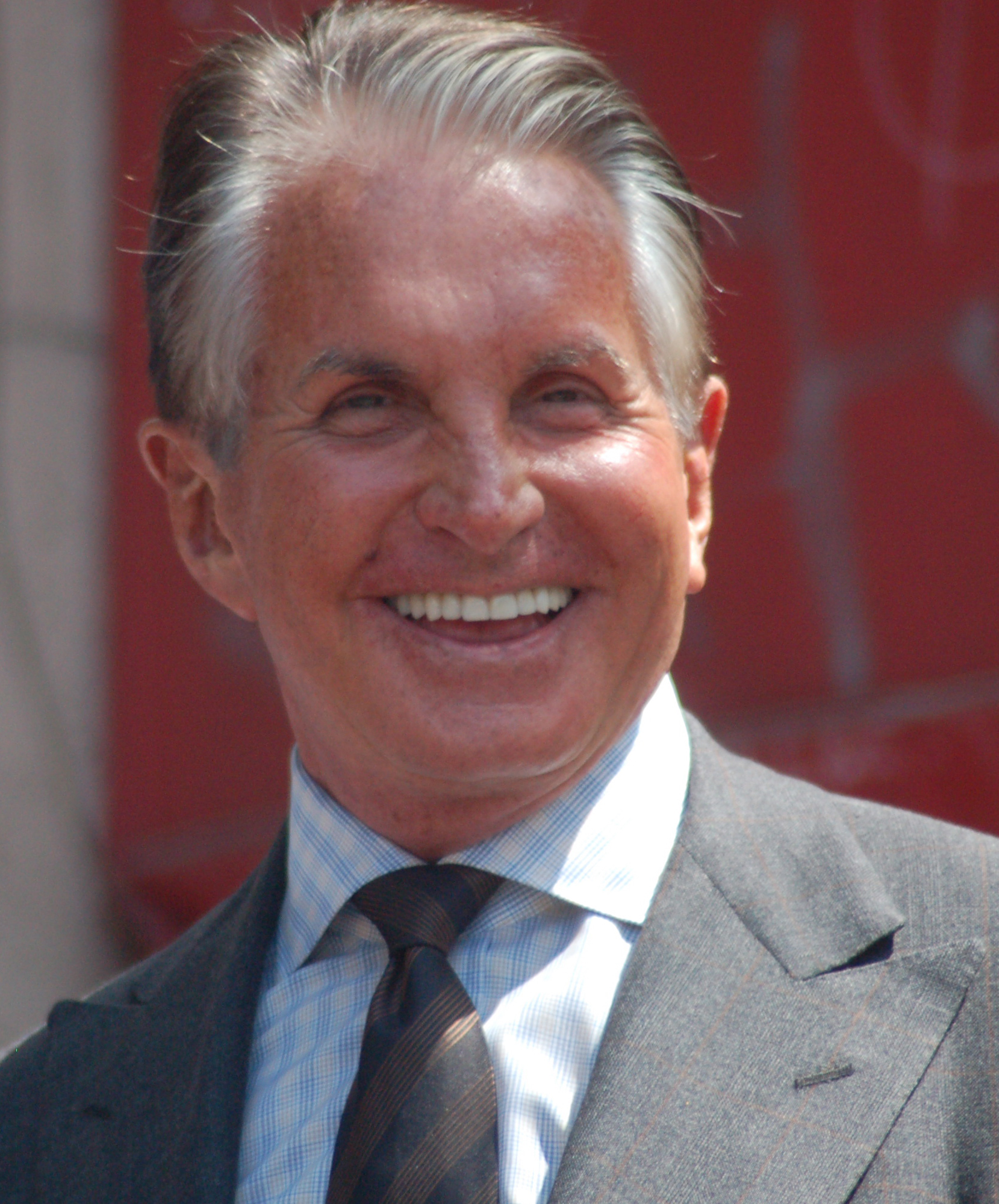
George Hamilton (* 1939)

- Hamilton, George Francis (1845–1927), britischer Politiker (Conservative Party), Mitglied des House of Commons
- Hamilton, George IV. (1937–2014), US-amerikanischer Country-Sänger
- Hamilton, George, 1. Earl of Orkney († 1737), schottisch-britischer Militär und Adliger
- Hamilton, Gillian (* 1969), kanadische Biathletin
- Hamilton, Glenn (* 1966), neuseeländischer Beachvolleyballspieler
- Hamilton, Gordon, schottischer Badmintonspieler
- Hamilton, Gordon (1966–2016), schottischer Glaziologe
- Hamilton, Gustaf David (1699–1788), schwedischer Feldmarschall
- Hamilton, Gustavus, 1. Viscount Boyne (1642–1723), irischer Adliger, Offizier und Politiker
- Hamilton, Guy (1922–2016), britischer Filmregisseur und Drehbuchautor

###### Hamilton, H
- Hamilton, Hale (1879–1942), US-amerikanischer Schauspieler
- Hamilton, Henry (1734–1796), britischer Offizier und Kolonialgouverneur
- Hamilton, Hilary (* 1952), neuseeländische Musikerin
- Hamilton, Holman (1910–1980), US-amerikanischer Historiker
- Hamilton, Hubert (1861–1914), britischer Generalmajor
- Hamilton, Hugh Caulfield (1905–1934), nordirischer Autorennfahrer
- Hamilton, Hugh Douglas († 1808), irischer Porträtmaler
- Hamilton, Hugo (* 1953), irischer Schriftsteller
- Hamilton, Hugo Johan (1668–1748), schwedischer Feldmarschall und General zur Zeit des Großen Nordischen Krieges

###### Hamilton, I
- Hamilton, Iain (1922–2000), schottischer Komponist und Musikpädagoge
- Hamilton, Ian (1938–2001), britischer Autor und Literaturkritiker
- Hamilton, Ian (* 1946), kanadischer Kriminalschriftsteller
- Hamilton, Ian Standish Monteith (1853–1947), britischer GeneralIan Standish Monteith Hamilton (1853–1947)

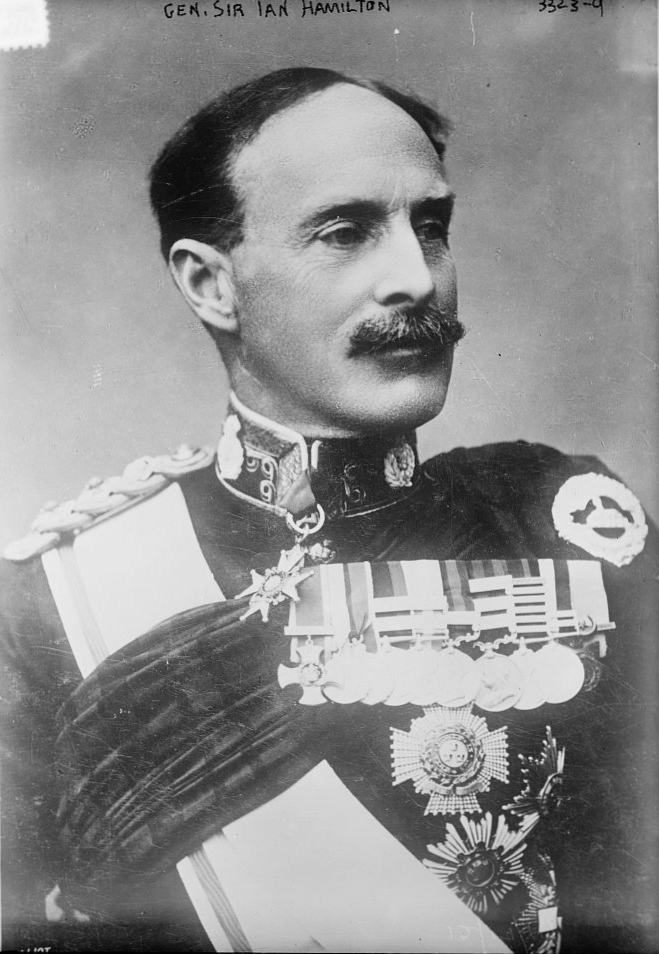
Ian Standish Monteith Hamilton (1853–1947)

- Hamilton, Isobel (* 1983), britische Schauspielerin

###### Hamilton, J
- Hamilton, Jack (* 1994), schottischer Fußballtorwart
- Hamilton, Jack (* 2000), schottischer Fußballspieler
- Hamilton, Jacob Immanuel (1682–1728), deutscher Rechtswissenschaftler
- Hamilton, Jakob von (1642–1717), schottischer Staatsmann in kurpfälzischen und kaiserlich-österreichischen Diensten
- Hamilton, James (1769–1831), englischer Sprachlehrer und Erfinder der Hamilton-Methode, fremde Sprachen zu erlernen
- Hamilton, James (1918–2005), britischer Politiker, Unterhausabgeordneter
- Hamilton, James (* 1989), neuseeländischer Snowboarder
- Hamilton, James 3. Earl of Arran (1537–1609), schottischer Adliger
- Hamilton, James 4. Duke of Abercorn (1904–1979), britischer Adliger
- Hamilton, James A. (1876–1950), US-amerikanischer Politiker
- Hamilton, James D. (* 1954), US-amerikanischer Wirtschaftswissenschaftler und Hochschullehrer
- Hamilton, James junior (1786–1857), US-amerikanischer Politiker und Gouverneur des Bundesstaates South Carolina (1830–1832)
- Hamilton, James of Bothwellhaugh, Mörder von James Stewart, 1. Earl of Moray
- Hamilton, James, 1. Baronet, schottischer Adliger
- Hamilton, James, 1. Duke of Abercorn (1811–1885), schottischer Adliger und britischer Staatsmann
- Hamilton, James, 1. Duke of Hamilton (1606–1649), schottisch-englischer Peer und schwedischer General im Dreißigjährigen Krieg
- Hamilton, James, 1. Earl of Arran (1475–1529), schottischer Adliger
- Hamilton, James, 1. Lord Hamilton († 1479), schottischer Adliger
- Hamilton, James, 1. Viscount Claneboye (1559–1644), schottischer Adliger
- Hamilton, James, 2. Duke of Abercorn (1838–1913), irischer Adliger und britischer Politiker
- Hamilton, James, 2. Earl of Arran († 1575), schottischer Adliger
- Hamilton, James, 2. Marquess of Hamilton (1589–1625), schottischer Adliger
- Hamilton, James, 3. Duke of Abercorn (1869–1953), britischer Peer und Politiker, Mitglied des House of Commons
- Hamilton, James, 4. Duke of Hamilton (1658–1712), schottisch-britischer Adliger, Politiker und General

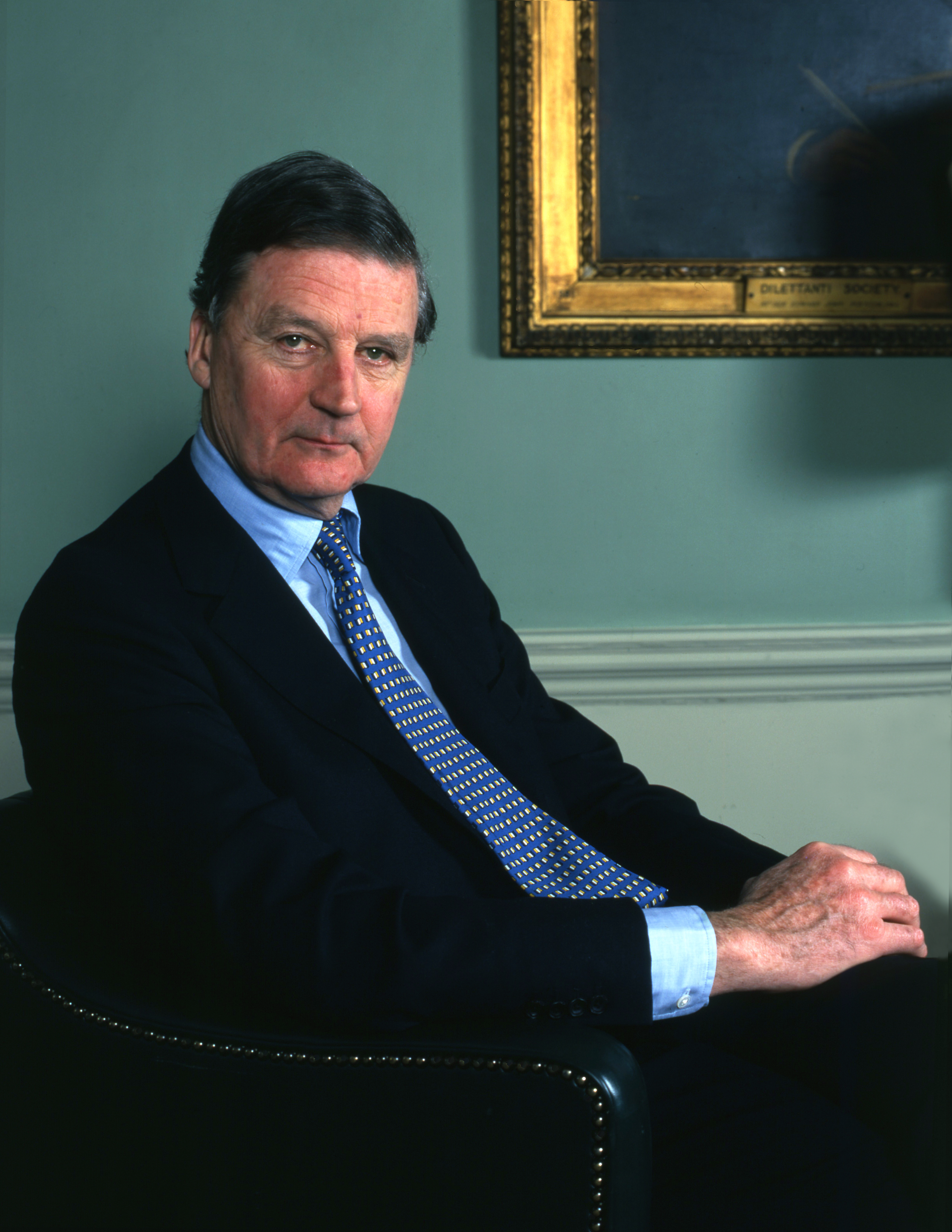
James Hamilton, 5. Duke of Abercorn (* 1934)

- Hamilton, James, 5. Duke of Abercorn (* 1934), britischer Adliger und PolitikerJames Hamilton, 5. Duke of Abercorn (* 1934)
- Hamilton, James, 5. Duke of Hamilton (1702–1742), schottischer Adliger
- Hamilton, James, 6. Duke of Hamilton (1724–1758), schottischer Adliger
- Hamilton, James, 7. Duke of Hamilton (1755–1769), schottischer Adliger
- Hamilton, Jamie (1900–1988), britischer Ruderer und Verleger
- Hamilton, Jeff (* 1953), US-amerikanischer Jazz-Schlagzeuger
- Hamilton, Jeff (* 1977), US-amerikanischer Eishockeyspieler
- Hamilton, Jimmy (1917–1994), US-amerikanischer Jazz-Klarinettist, Tenorsaxophonist, Arrangeur, Komponist, Musiklehrer
- Hamilton, Johann Andreas von (1679–1738), kaiserlicher General der Kavallerie und Militärpräsident der Landesadministration in Temeswar
- Hamilton, Johann George von (1672–1737), Tier- und Stilllebenmaler
- Hamilton, John (1511–1571), schottischer Kirchenpolitiker
- Hamilton, John (1754–1837), US-amerikanischer Politiker
- Hamilton, John (1887–1958), US-amerikanischer Schauspieler
- Hamilton, John (1911–1947), US-amerikanischer Jazztrompeter
- Hamilton, John Church (1792–1882), US-amerikanischer Historiker
- Hamilton, John James Edward (1808–1847), britischer Adliger und Militär
- Hamilton, John M. (1855–1916), US-amerikanischer Politiker
- Hamilton, John Marshall (1847–1905), Gouverneur von Illinois
- Hamilton, John Potter (1778–1873), britischer Offizier und Diplomat
- Hamilton, John Ronald (1871–1940), neuseeländischer Politiker
- Hamilton, John Taylor (1843–1925), US-amerikanischer Politiker
- Hamilton, John, 1. Baronet (1726–1784), britischer Militär und Adliger
- Hamilton, John, 1. Lord Belhaven and Stenton († 1679), schottischer Adliger
- Hamilton, John, 1. Marquess of Hamilton († 1604), schottischer Adliger
- Hamilton, John, 1. Viscount Sumner (1859–1934), britischer Jurist
- Hamilton, John, 2. Lord Belhaven and Stenton (1656–1708), schottischer Adliger
- Hamilton, Jordan (* 1990), US-amerikanischer Basketballspieler
- Hamilton, Jordan (* 1996), kanadisch-jamaikanischer Fußballspieler
- Hamilton, Joseph Gilbert (1907–1957), US-amerikanischer Physiker und Nuklearmediziner
- Hamilton, Josh (* 1969), US-amerikanischer Schauspieler
- Hamilton, Josh (* 1981), US-amerikanischer Baseballspieler
- Hamilton, Justin (* 1990), US-amerikanischer Basketballspieler

###### Hamilton, K
- Hamilton, Kevin (* 1984), US-amerikanischer Basketballspieler
- Hamilton, Kim (1932–2013), US-amerikanische Film-, Fernseh- und Theaterschauspielerin
- Hamilton, Kipp (1934–1981), US-amerikanische Schauspielerin
- Hamilton, Kristen (* 1992), US-amerikanische Fußballspielerin
- Hamilton, Kyle (* 1978), kanadischer Ruderer
- Hamilton, Kyle (* 2001), US-amerikanischer American-Football-Spieler

###### Hamilton, L
- Hamilton, Laird (* 1964), US-amerikanischer SportlerLaird Hamilton (* 1964)

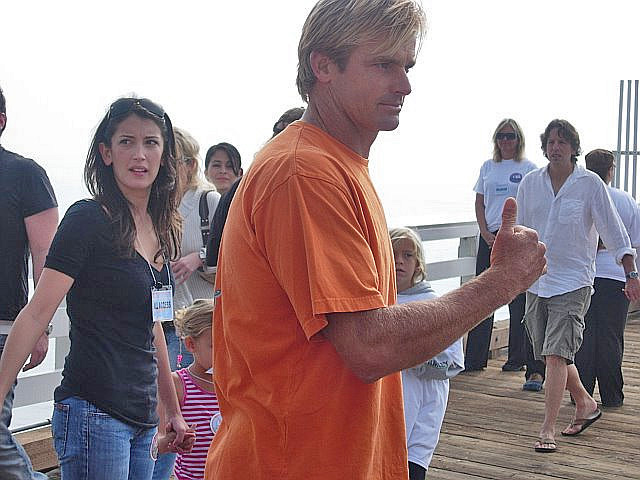
Laird Hamilton (* 1964)

- Hamilton, Laurell K. (* 1963), US-amerikanische Schriftstellerin
- Hamilton, Lawrence S. (1925–2016), US-amerikanischer Forstwissenschaftler und Umweltaktivist
- Hamilton, Lee H. (* 1931), US-amerikanischer Politiker
- Hamilton, Lesley (* 1949), deutsche Malerin, Grafikerin und ehemalige Popsängerin
- Hamilton, Lewis (* 1985), britischer AutomobilrennfahrerLewis Hamilton (* 1985)

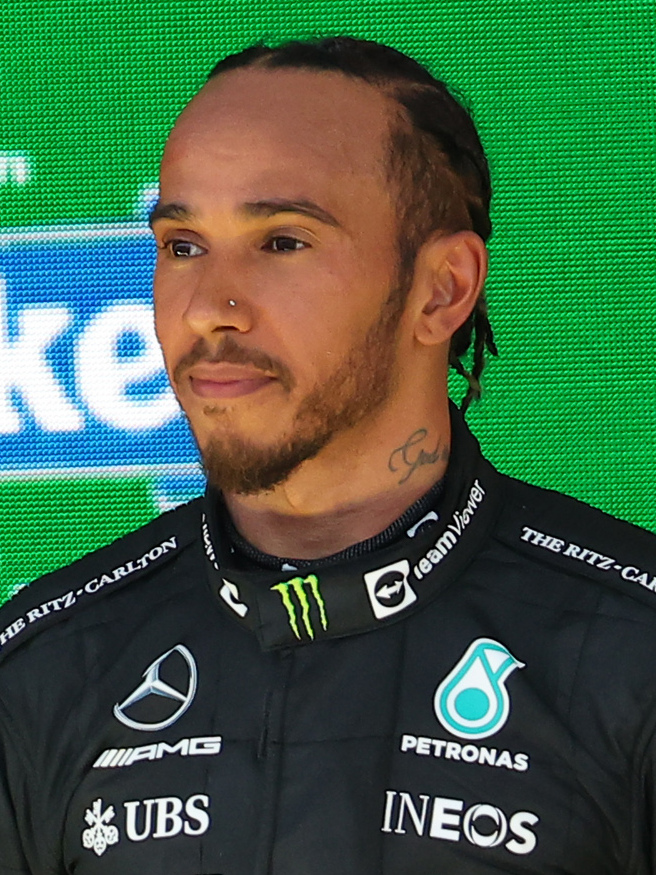
Lewis Hamilton (* 1985)

- Hamilton, Liam (1928–2000), irischer Chief Justice
- Hamilton, Linda (* 1956), US-amerikanische Schauspielerin
- Hamilton, Linda (* 1969), US-amerikanische Fußballspielerin
- Hamilton, LisaGay (* 1964), US-amerikanische Schauspielerin
- Hamilton, Lucas (* 1996), australischer Radrennfahrer
- Hamilton, Lyn (1944–2009), kanadische Schriftstellerin

###### Hamilton, M
- Hamilton, Margaret (1902–1985), US-amerikanische Schauspielerin
- Hamilton, Margaret (* 1936), US-amerikanische Informatikerin und Mathematikerin
- Hamilton, Mary McLellan (1891–1939), US-amerikanische Künstlerin
- Hamilton, Mary Victoria (1850–1922), britische Adlige, Prinzessin von Monaco, Fürstin Festetics von Tolna
- Hamilton, Matt (* 1989), US-amerikanischer Curler
- Hamilton, Maximilian von (1714–1776), Erzbischof von Olmütz
- Hamilton, Melinda Page (* 1974), US-amerikanische Schauspielerin
- Hamilton, Micah (* 2003), englischer Fußballspieler
- Hamilton, Misha Gabriel (* 1987), US-amerikanischer Schauspieler, Tänzer und Choreograph
- Hamilton, Morgan C. (1809–1893), US-amerikanischer Politiker (Republikanische Partei)
- Hamilton, Murray (1923–1986), US-amerikanischer Schauspieler

###### Hamilton, N
- Hamilton, Nancy (1908–1985), US-amerikanische Songwriterin, Drehbuchautorin und Schauspielerin
- Hamilton, Natasha (* 1982), britische SängerinNatasha Hamilton (* 1982)

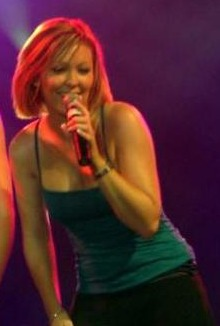
Natasha Hamilton (* 1982)

- Hamilton, Neil (1899–1984), US-amerikanischer Schauspieler
- Hamilton, Nicholas (* 2000), australischer Schauspieler
- Hamilton, Nick (* 1959), US-amerikanischer Ringrichter im Wrestling
- Hamilton, Nicolas (* 1992), britischer Automobilrennfahrer
- Hamilton, Norman R. (1877–1964), US-amerikanischer Politiker

###### Hamilton, O
- Hamilton, Odette (* 1979), jamaikanische Fußballschiedsrichterin

###### Hamilton, P
- Hamilton, Page (* 1960), US-amerikanischer Rocksänger und Gitarrist
- Hamilton, Pamela († 2008), schottische Badmintonspielerin
- Hamilton, Patrick († 1528), schottischer evangelischer Theologe und Märtyrer
- Hamilton, Patrick (1904–1962), britischer Schriftsteller
- Hamilton, Paul (1762–1816), Gouverneur von South Carolina
- Hamilton, Paul (* 1961), US-amerikanisch-deutscher Basketballspieler
- Hamilton, Peter (* 1952), britischer Radrennfahrer
- Hamilton, Peter F. (* 1960), britischer Science-Fiction-AutorPeter F. Hamilton (* 1960)

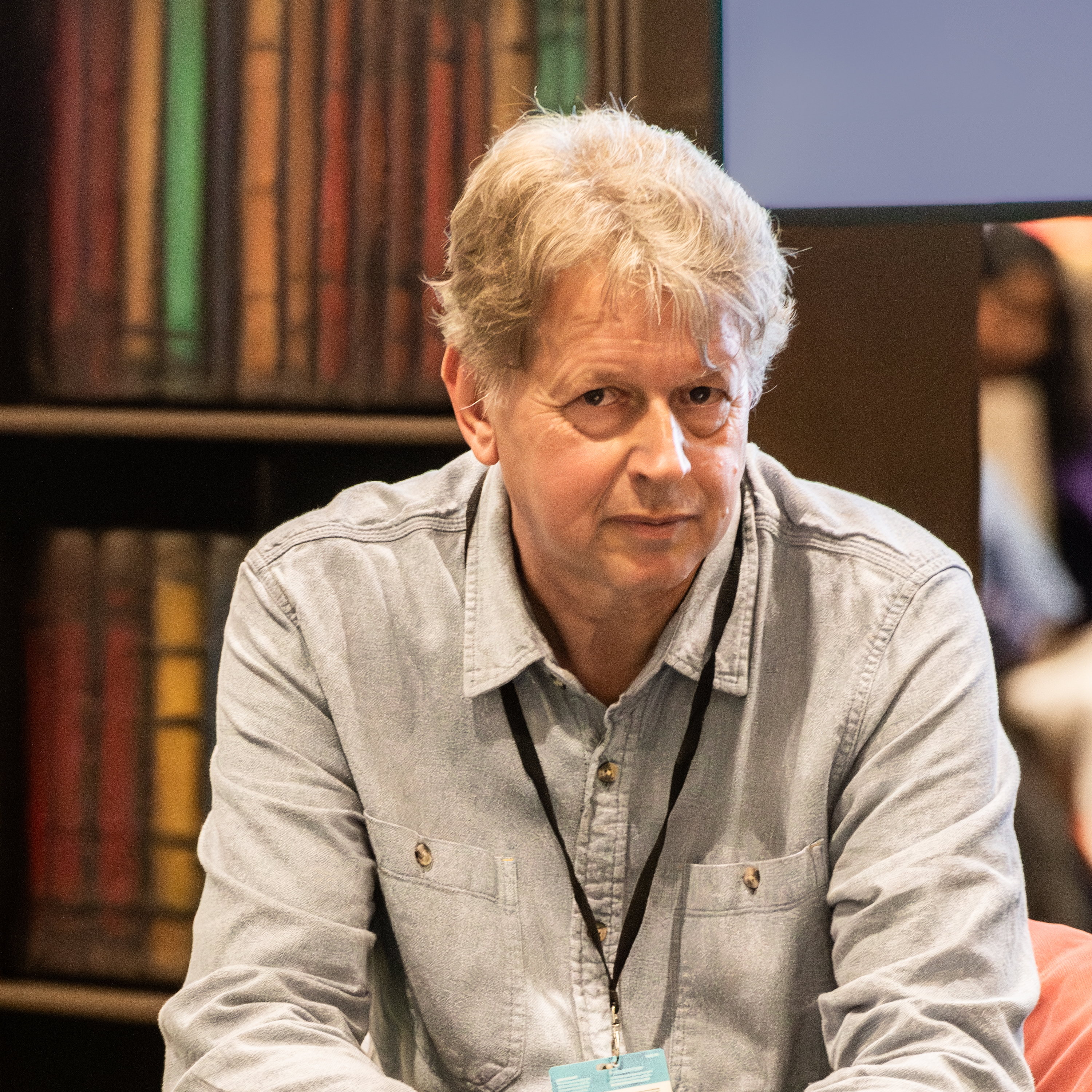
Peter F. Hamilton (* 1960)

- Hamilton, Philip (1782–1801), ältester Sohn von Elizabeth Schuyler und Alexander Hamilton

###### Hamilton, R
- Hamilton, Ralph, US-amerikanischer Rhythm-&-Blues- und Jazzmusiker
- Hamilton, Red (1926–2019), US-amerikanischer Autorennfahrer
- Hamilton, Reid (* 1969), neuseeländischer Beachvolleyballspieler
- Hamilton, Richard (1920–2004), US-amerikanischer Film- und Theaterschauspieler sowie Radiosprecher
- Hamilton, Richard (1922–2011), britischer Maler und Grafiker
- Hamilton, Richard (* 1943), US-amerikanischer Klassischer Philologe
- Hamilton, Richard (* 1978), US-amerikanischer Basketballspieler
- Hamilton, Richard F. (1930–2022), US-amerikanischer Politikwissenschaftler und Historiker
- Hamilton, Richard S. (1943–2024), US-amerikanischer Mathematiker
- Hamilton, Richard Vesey (1829–1912), britischer Admiral und Erster Seelord
- Hamilton, Robert (1809–1878), US-amerikanischer Politiker
- Hamilton, Robert George Crookshank (1836–1895), britischer Verwaltungsbeamter und Gouverneur von Tasmanien (1887–1892)
- Hamilton, Robert William (1867–1944), schottischer Politiker der Liberal Party
- Hamilton, Robert, 1. Baronet († 1670), schottischer Adliger
- Hamilton, Robert, 13. Lord Belhaven and Stenton (1927–2020), britischer Peer und Politiker
- Hamilton, Robert, 2. Baronet (1650–1701), schottischer Adliger und Covenanter
- Hamilton, Ross (1889–1965), kanadischer Schauspieler
- Hamilton, Rowan (* 2000), kanadischer Hammerwerfer
- Hamilton, Russ (1932–2008), britischer Songwriter und Sänger
- Hamilton, Russ (* 1948), US-amerikanischer Pokerspieler
- Hamilton, Ryan (* 1985), kanadischer Eishockeyspieler und -scout

###### Hamilton, S
- Hamilton, Scott (* 1954), US-amerikanischer JazzsaxophonistScott Hamilton (* 1954)

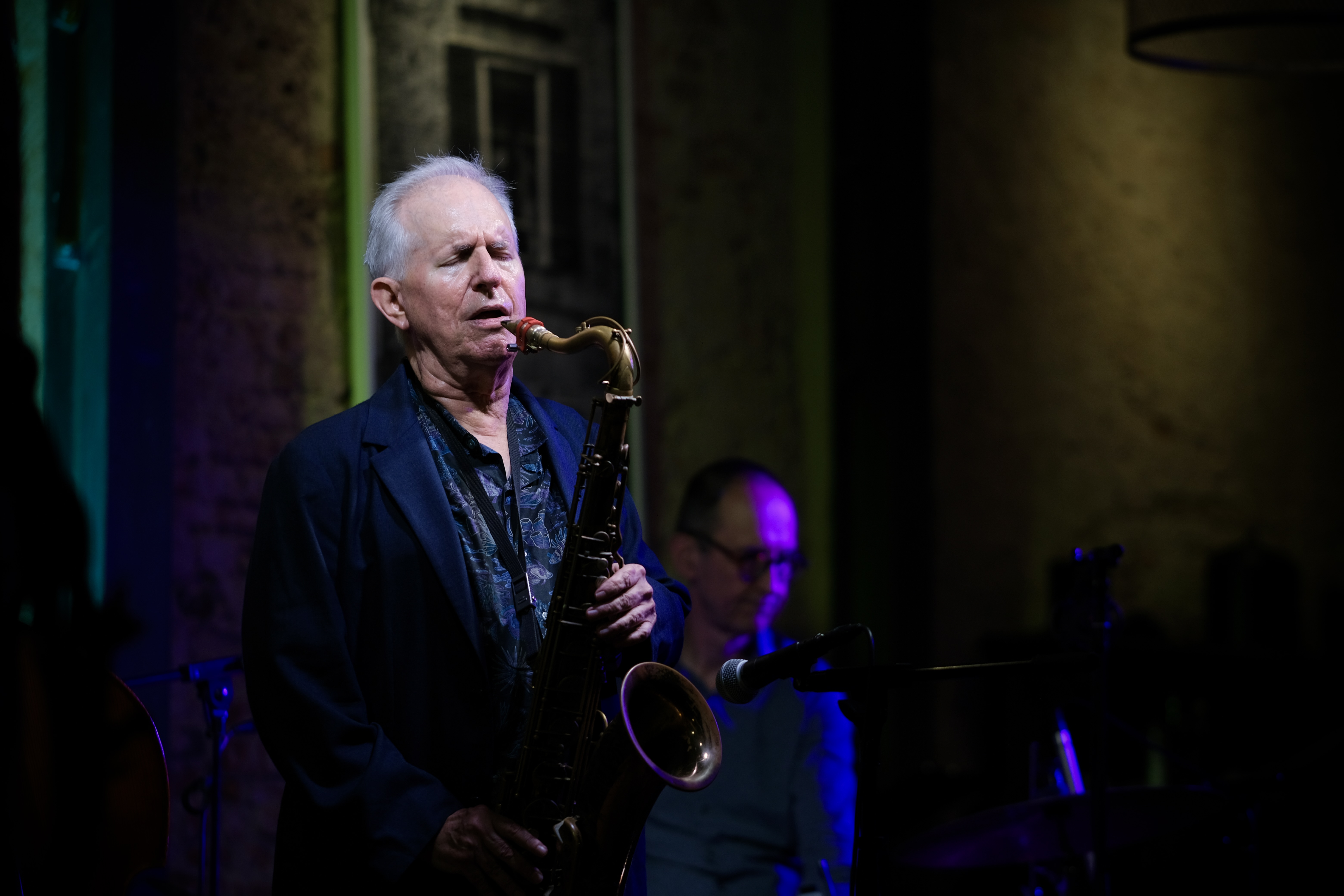
Scott Hamilton (* 1954)

- Hamilton, Scott (* 1958), US-amerikanischer Eiskunstläufer
- Hamilton, Sherman (* 1972), kanadischer Basketballspieler
- Hamilton, Simeon (* 1987), US-amerikanischer Skilangläufer
- Hamilton, Steve (* 1961), US-amerikanischer Kriminalautor
- Hamilton, Suzanna (* 1960), britische Schauspielerin

###### Hamilton, T
- Hamilton, Thomas (1784–1858), schottischer Architekt
- Hamilton, Tim (* 1982), tschechischer Pornodarsteller
- Hamilton, Todd (* 1965), US-amerikanischer Golfer
- Hamilton, Tom (* 1951), US-amerikanischer Rockmusiker
- Hamilton, Tyler (* 1971), US-amerikanischer RadrennfahrerTyler Hamilton (* 1971)

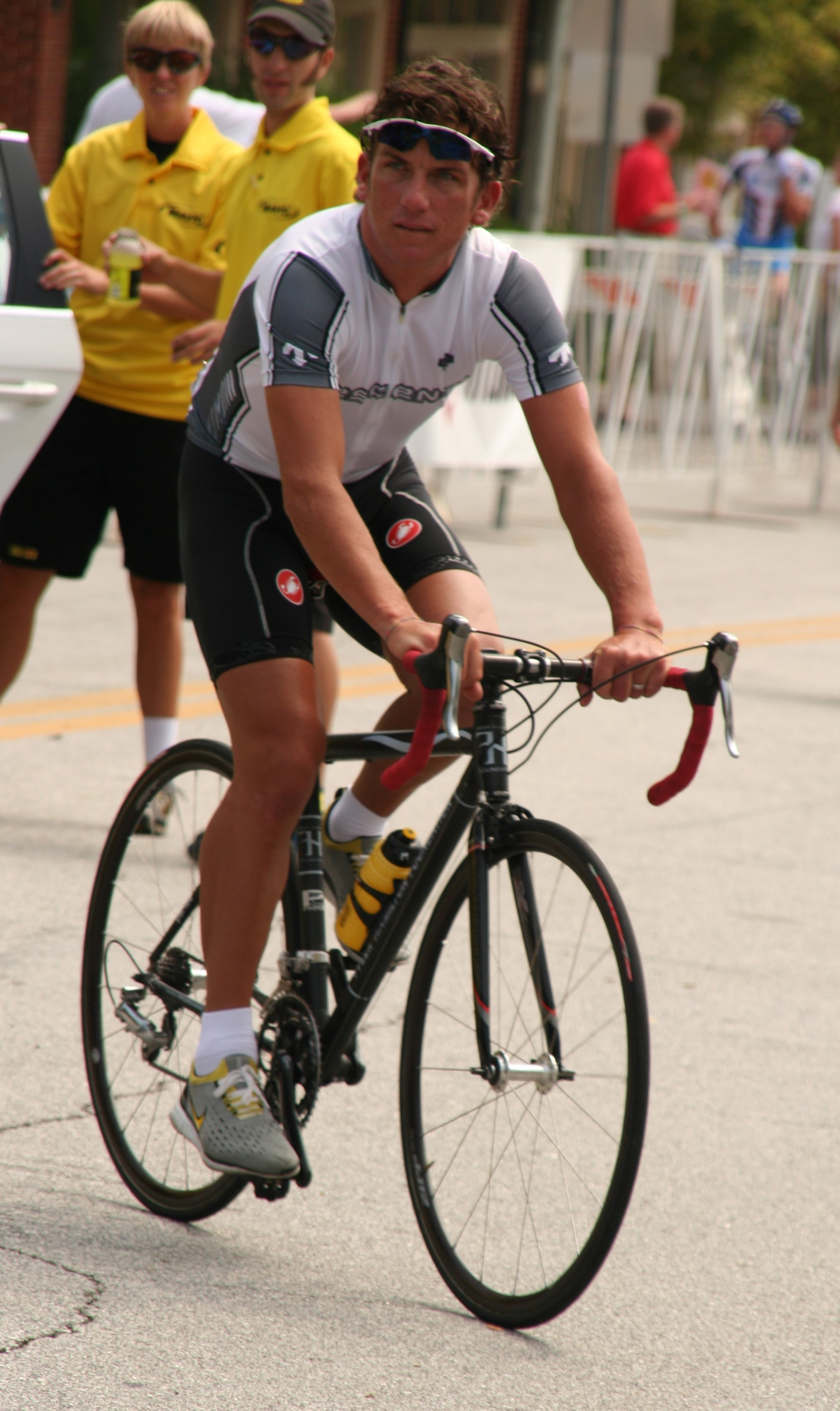
Tyler Hamilton (* 1971)

###### Hamilton, V
- Hamilton, Venson (* 1977), US-amerikanischer Basketballspieler
- Hamilton, Vicky (* 1958), US-amerikanische Musikmanagerin
- Hamilton, Victoria (* 1971), britische Schauspielerin
- Hamilton, Virginia (1936–2002), US-amerikanische Kinderbuchautorin

###### Hamilton, W
- Hamilton, Warren B. (1925–2018), US-amerikanischer Geologe
- Hamilton, William (1730–1803), britischer Diplomat, Kunstsammler und Vulkanologe
- Hamilton, William (1788–1856), schottischer Philosoph
- Hamilton, William (1883–1955), US-amerikanischer Leichtathlet
- Hamilton, William (1924–2012), US-amerikanischer Theologe
- Hamilton, William (1930–2017), kanadischer Radrennfahrer
- Hamilton, William D. (1936–2000), britischer Biologe
- Hamilton, William F. (1893–1964), US-amerikanischer Physiologe
- Hamilton, William J., Jr. (1902–1990), US-amerikanischer Mammaloge und Hochschullehrer
- Hamilton, William John (1805–1867), britischer Geologe
- Hamilton, William McLean (1919–1989), kanadischer Politiker
- Hamilton, William Rowan (1805–1865), irisch-britischer Mathematiker und PhysikerWilliam Rowan Hamilton (1805–1865)

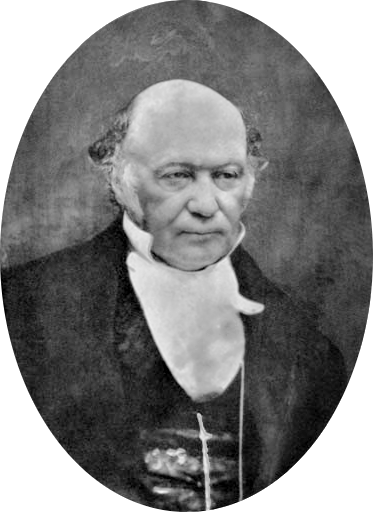
William Rowan Hamilton (1805–1865)

- Hamilton, William Thomas (1820–1888), US-amerikanischer Politiker, Gouverneur von Maryland
- Hamilton, William, 1. Baronet, schottischer Adliger
- Hamilton, William, 11. Duke of Hamilton (1811–1863), schottischer Adliger
- Hamilton, William, 12. Duke of Hamilton (1845–1895), schottischer Adliger, 12. Duke of Hamilton
- Hamilton, William, 2. Duke of Hamilton (1616–1651), schottischer Adliger
- Hamilton, Willoughby (1864–1943), irischer Tennis-, Fußball- und Badmintonspieler
- Hamilton, Willoughby (1907–1971), irischer Badmintonspieler

###### Hamilton-B
- Hamilton-Brown, Thomas (1916–1981), südafrikanischer Boxer

###### Hamilton-G
- Hamilton-Gordon, Alexander (1817–1890), britischer General und Politiker
- Hamilton-Gordon, Alexander (1859–1939), britischer Offizier der British Army, zuletzt Lieutenant-General
- Hamilton-Gordon, Arthur, 1. Baron Stanmore (1829–1912), britischer Kolonialbeamter
- Hamilton-Gordon, George, 2. Baron Stanmore (1871–1957), britischer Politiker der Liberal Party, Oberhausmitglied
- Hamilton-Gordon, George, 4. Earl of Aberdeen (1784–1860), britischer Staatsmann und Premierminister
- Hamilton-Gordon, Ishbel Maria (1857–1939), schottische Sozialreformerin und Frauenrechtlerin
- Hamilton-Gordon, John, 1. Marquess of Aberdeen and Temair (1847–1934), britischer Generalgouverneur von Kanada

###### Hamilton-P
- Hamilton-Paterson, James (* 1941), englischer Schriftsteller und Dichter

###### Hamilton-S
- Hamilton-Smith, Anthony, 3. Baron Colwyn (1942–2024), britischer Peer und Politiker

###### Hamilton-T
- Hamilton-Temple-Blackwood, Frederick, 1. Marquess of Dufferin and Ava (1826–1902), Generalgouverneur von Kanada und Vizekönig von Indien

### Hamin
- Haming (539–554), alamannischer Herzog
- Häming, Erwin (* 1953), deutscher Fußballspieler

### Hamis
- Hamisch, Hainz (1908–1997), deutscher Maler, Grafiker und Illustrator
- Hämisegger, Kuno (1956–2018), Schweizer Bankenlobbyist und Ökonom

### Hamit
- Hamițevici, Vladimir (* 1991), moldauischer Schachspieler
- Hamiti, Muhamet (* 1964), kosovarischer Diplomat

### Hamiy
- Hamiyata, König von Til Barsip

### Hamiz
- Hamizan, Ahmad Luth (* 1992), malaysischer Hindernisläufer